# Église Notre-Dame-de-l'Assomption de Gras
L'église Notre-Dame-de-l'Assomption est une église située en France sur la commune de Gras, dans le département de l'Ardèche en région Auvergne-Rhône-Alpes.

## Localisation
L'église est située sur la commune de Gras, dans le département français de l'Ardèche.

## Protection
L'église Notre-Dame-de-l'Assomption fait l'objet d'une inscription au titre des monuments historiques depuis le 23 juillet 1992.